# Aston Martin AMR21
Der Aston Martin AMR21 ist der Formel-1-Rennwagen von Aston Martin für die Formel-1-Weltmeisterschaft 2021. Er ist der dritte Formel-1-Wagen des Teams und der erste, der unter der Bezeichnung Aston Martin gemeldet ist. Er wurde am 3. März 2021 präsentiert.

## Technik und Entwicklung
Wie alle Formel-1-Fahrzeuge des Jahres 2021 ist der Aston Martin AMR21 ein hinterradangetriebener Monoposto mit einem Monocoque aus kohlenstofffaserverstärktem Kunststoff (CFK). Außer dem Monocoque bestehen auch viele weitere Teile des Fahrzeugs, darunter die Karosserieteile und das Lenkrad aus CFK. Auch die Bremsscheiben sind aus einem mit Kohlenstofffasern verstärkten Verbundwerkstoff.
Der AMR21 ist das Nachfolgemodell des Racing Point RP20. Da das technische Reglement zur Saison 2021 weitgehend stabil blieb, ist das Fahrzeug größtenteils eine Weiterentwicklung.
Angetrieben wird der AMR21 von einem 1,6-Liter-V6-Motor von Mercedes in der Fahrzeugmitte mit Turbolader sowie einem 120 kW starken Elektromotor, es ist also ein Hybridelektrokraftfahrzeug. Das sequentielle Getriebe des Wagens stammt von Mercedes und hat acht Gänge. Die Gangwechsel werden mit Schaltwippen am Lenkrad ausgelöst. Das Fahrzeug hat nur zwei Pedale, ein Gaspedal (rechts) und ein Bremspedal (links). Genau wie viele andere Funktionen wird die Kupplung, die nur beim Anfahren aus dem Stand verwendet wird, über einen Hebel am Lenkrad bedient.
Das Fahrzeug ist 2000 mm breit, die Breite zwischen Vorder- und Hinterachse beträgt 1600 mm, die Höhe 950 mm. Der Frontflügel hat eine Breite von 2000 mm, der Heckflügel von 1050 mm sowie eine Höhe von 820 mm. Der Diffusor ist 175 mm hoch sowie 1050 mm breit. Der Wagen ist mit 305 mm breiten Vorderreifen und mit 405 mm breiten Hinterreifen des Einheitslieferanten Pirelli ausgestattet, die auf 13-Zoll-Rädern montiert sind.
Der AMR21 hat, wie alle Formel-1-Fahrzeuge seit 2011, ein Drag Reduction System (DRS), das durch Flachstellen eines Teils des Heckflügels den Luftwiderstand des Fahrzeugs auf den Geraden verringert, wenn es eingesetzt werden darf. Auch das DRS wird mit einem Schalter am Lenkrad des Wagens aktiviert.
Der AMR21 ist mit dem Halo-System ausgestattet, das einen zusätzlichen Schutz für den Kopf des Fahrers bietet.

## Lackierung und Sponsoring
Der AMR21 ist in Dunkelgrün lackiert, zusätzlich gibt es Farbakzente in Magenta. Ursprünglich sollte der Rennwagen jedoch mit – für Aston Martin Racing (AMR) typischen – limettengrünen Akzenten an den Start gehen.
Neben Aston Martin werben BWT AG, Bombardier, Cognizant Technology Solutions, Hackett London, Joseph Cyril Bamford (JCB), Peroni, Pirelli und Ravenol auf dem Fahrzeug. Anlässlich der Filmpremiere von James Bond 007: Keine Zeit zu sterben Ende September 2021 wurde beim Großen Preis von Italien 2021 mit 007-Logos auf dem Fahrzeug geworben.

## Fahrer
Aston Martin tritt in der Saison 2021 mit den Fahrern Sebastian Vettel und Lance Stroll an. Stroll bestreitet seine dritte Saison für das Team, Vettel wechselt von Ferrari zu Aston Martin und ersetzt Sergio Pérez, der zu Red Bull Racing wechselt.

## Ergebnisse
| Fahrer                          | Nr.                             | 1  | 2   | 3  | 4  | 5 | 6   | 7  | 8  | 9   | 10  | 11  | 12 | 13 | 14 | 15 | 16 | 17 | 18 | 19  | 20 | 21  | 22 | Punkte | Rang |
| ------------------------------- | ------------------------------- | -- | --- | -- | -- | - | --- | -- | -- | --- | --- | --- | -- | -- | -- | -- | -- | -- | -- | --- | -- | --- | -- | ------ | ---- |
| Formel-1-Weltmeisterschaft 2021 | Formel-1-Weltmeisterschaft 2021 |    |     |    |    |   |     |    |    |     |     |     |    |    |    |    |    |    |    |     |    |     |    | 77     | 7.   |
| L. Stroll                       | 18                              | 10 | 8   | 14 | 11 | 8 | DNF | 10 | 8  | 13  | 9   | DNF | 20 | 12 | 7  | 11 | 9  | 12 | 14 | DNF | 6  | 11  | 13 | 77     | 7.   |
| S. Vettel                       | 05                              | 15 | 15* | 13 | 13 | 5 | 2   | 9  | 12 | 17* | DNF | DSQ | 5  | 13 | 12 | 12 | 18 | 10 | 7  | 11  | 10 | DNF | 11 | 77     | 7.   |

| Legende  | Legende            | Legende                                                          |
| Farbe    | Abkürzung          | Bedeutung                                                        |
| -------- | ------------------ | ---------------------------------------------------------------- |
| Gold     | –                  | Sieg                                                             |
| Silber   | –                  | 2. Platz                                                         |
| Bronze   | –                  | 3. Platz                                                         |
| Grün     | –                  | Platzierung in den Punkten                                       |
| Blau     | –                  | Klassifiziert außerhalb der Punkteränge                          |
| Violett  | DNF                | Rennen nicht beendet (did not finish)                            |
| Violett  | NC                 | nicht klassifiziert (not classified)                             |
| Rot      | DNQ                | nicht qualifiziert (did not qualify)                             |
| Rot      | DNPQ               | in Vorqualifikation gescheitert (did not pre-qualify)            |
| Schwarz  | DSQ                | disqualifiziert (disqualified)                                   |
| Weiß     | DNS                | nicht am Start (did not start)                                   |
| Weiß     | WD                 | zurückgezogen (withdrawn)                                        |
| Hellblau | PO                 | nur am Training teilgenommen (practiced only)                    |
| Hellblau | TD                 | Freitags-Testfahrer (test driver)                                |
| ohne     | DNP                | nicht am Training teilgenommen (did not practice)                |
| ohne     | INJ                | verletzt oder krank (injured)                                    |
| ohne     | EX                 | ausgeschlossen (excluded)                                        |
| ohne     | DNA                | nicht erschienen (did not arrive)                                |
| ohne     | C                  | Rennen abgesagt (cancelled)                                      |
| ohne     | keine WM-Teilnahme |                                                                  |
| sonstige | P/fett             | Pole-Position                                                    |
| sonstige | 1/2/3/4/5/6/7/8    | Punktplatzierung im Sprint-/Qualifikationsrennen                 |
| sonstige | SR/kursiv          | Schnellste Rennrunde                                             |
| sonstige | *                  | nicht im Ziel, aufgrund der zurückgelegten Distanz aber gewertet |
| sonstige | ()                 | Streichresultate                                                 |
| sonstige | unterstrichen      | Führender in der Gesamtwertung                                   |